# Varvara (ort)
Varvara (ryska: Варвара) är en ort i Azerbajdzjan.   Den ligger i distriktet Yevlax Rayonu, i den centrala delen av landet, 240 km väster om huvudstaden Baku. Varvara ligger 21 meter över havet och antalet invånare är 1 634.
Terrängen runt Varvara är platt, och sluttar österut. Runt Varvara är det tätbefolkat, med 613 invånare per kvadratkilometer.. Närmaste större samhälle är Yevlakh, 8,1 km sydost om Varvara. 
Trakten runt Varvara består till största delen av jordbruksmark.